# Yuya Nakasaka
Yuya Nakasaka (中坂 勇哉 Nakasaka Yūya?, Tokushima, Tokushima, 8 de mayo de 1997) es un futbolista japonés que juega como centrocampista en el F. C. Basara Hyogo.

## Trayectoria

### Clubes
| Club                    | País   | Año       |
| ----------------------- | ------ | --------- |
| Vissel Kobe             | Japón  | 2016-2024 |
| C. F. Peralada (cedido) | España | 2018      |
| Kyoto Sanga (cedido)    | Japón  | 2019      |
| F. C. Basara Hyogo      | Japón  | 2025-     |

## Palmarés

### Títulos nacionales
| Título             | Club        | País  | Año  |
| ------------------ | ----------- | ----- | ---- |
| Supercopa de Japón | Vissel Kobe | Japón | 2020 |
| J1 League          | Vissel Kobe | Japón | 2023 |
| Copa del Emperador | Vissel Kobe | Japón | 2024 |
| J1 League          | Vissel Kobe | Japón | 2024 |